# São Luís
 Ovo je glavno značenje pojma São Luís. Za druga značenja pogledajte São Luís (razdvojba).
São Luís (pt. za "Sveti Lujo") je glavni i najveći grad brazilske države Maranhão, smješten na istoimenom otoku (Ilha de São Luís) u Zaljevu sv. Marka (Baía de São Marcos) na sjevernoj obali Atlantskog oceana. Zaljev je estuarij nekoliko rijeka od kojih su najveće Pindaré, Mearim i Itapecuru. Na otoku se nalaze i drugi manji gradovi (São José de Ribamar, Paço do Lumiar i Raposa) koji zajedno čine metropolitsko područje s 1.227.659 stanovnika, što ga čini tek 16. u Brazilu. 
São Luís je jedina prijestolnica brazilske savezne države koju su osnovali Francuzi i jedan od tri koji su smješteni na otoku (druga dva su Vitória i Florianópolis). Grad je i nakon nizozemske, i portugalske okupacije sačuvao izvornu pravilnu mrežu ulica i većinu svojih građevina iz 17. stoljeća. Zbog toga je povijesno središte São Luísa upisano na UNESCO-ov popis mjesta svjetske baštine u Amerikama 1997. godine kao "izvanredan primjer kolonijalnog iberijskog grada".
São Luís je s dvije luke povezan s unutrašnjošću, ali i cijelim svijetom, a opslužuje ga i Internacionalna zračna luka Marechal Cunha Machado. Grad je također i sjedište Federalnog sveučilišta Maranhão (Universidade Federal do Maranhão ili UFMA), te brojnih drugih obrazovnih institucija.

## Povijest
Na obalama sjevernog Brazila su obitavala plemena iz skupine Tupí, kao što je pleme Tupinambá koje su zatekli Francuzi po svom dolasku 1612. god. Oni su na otoku São Luís utvrdili naselje, koje je postalo glavnim gradom kolonije "Ravnodnevne Francuske" (France Équinoxiale), i nazvali ga po francuskom kralju Luji IX. Svetom, ali i u čast njegovom nasljedniku, tadašnjem kralju Luji XIII. Naselje je za Portugal osvojio Jerônimo de Albuquerque već 1615. godine, ali ga 1641. osvajaju Nizozemci. Oni su nisu zadržali dugo i nisu narušili i uništili grad po svom povlačenju 1645. god. God. 1677. u gradu je osnovana biskupija São Luís do Maranhão koja djeluje do danas. 
Tek nakon ovih invazija, kolonijalne vlasti su odlučile zasnovati neovisnu državu Grão-Pará e Maranhão čije se gospodarstvo temeljilo na izvoru šečerne repe, kakaa i duhana. Lokalna elita se nadmetala, što je doseglo vrhunac u oružanom sukobu poznatom kao Beckmanova buna.
Kada je započeo Američki građanski rat ova država je započela izvoz pamuka za Ujedinjeno Kraljevstvo, a novonastalo bogatstvo je iskorišteno da se modernizira grad. Grad je uskoro postao najmnogoljudniji u Brazilu, ali je do kraja 19. stoljeća poljoprivreda gubila na značaju. Početkom 20. stoljeća je vrijeme gospodarske stagnacije pridonijelo očuvanju povijesnog središta grada koji se nije razvijao.
Dana 1. rujna 2010. São Luís je imenovan za američki glavni grad kulture za 2012. godinu. To je kulturna inicijativa suradnje i promidžbe američkih država, poštujući njihovu nacionalnu, regionalnu raznolikost i naglašava njihovu kulturnu baštinu.

## Znamenitosti
Zgrade starog grada se nalaze u pravokutnoj mreži ulica iz 17. stoljeća. Privatne kuće imaju okrugla dvorišta, a najraskošniji primjeri imaju popločane krovove i pročelja obložena portugalskim keramičkim pločicama (azulejos) ili su oslikana i ukrašena vijencima; također imaju visoke i uske prozore uokvirene dekoracijama, te balkone s kovanom ili ogradom od lijevanog željeza, a podove poploćane kamenom. Prilagodbe tropskoj klimi su uzdignuti stupovi i zatvorene verande u unutarnjem dvorištu. Osim stambenih objekata koji čine veći dio grada zaliha povijesnih građevina, tu je broj javnih zgrada iz 19. i početkom 20. stoljeća, koje su u velikoj mjeri izgrađen u neoklasičnom stilu.
Unutar povijesnog središta se nalazi oko 4.000 zgrada koje se mogu svrstati u tri kategorije:
- Raskošne palače bogate srednje klase iz 18. stoljeća. Zajedničke značajke uključuju zidana vrata i prozorske otvore ukrašene klasičnim dekorativnim elementima, trokutastim zabatima, zakrivljenim balkonima, mramornim fasadama i kovanog željeza rešetke. U njima glavno stubište omogućuje pristup gornjem katu u kojoj je živjela obitelj, dok je prizemlje rezervirano za kočije i služinčad.
- Višekatnice, ponekad i do četiri kata u visinu, uglavnom su obložene mramorom. Balkoni se pružaju cijelim pročeljem ispred prozora i imaju elegantne ograde.
- Male kuće podijeljene na "pune nastambe" sa središnjim vratima i prozorima na obje strane, te "polunastambe" s vratima na jednom kraju i dva prozora s obje strane. One su jednokatnice ili dvokatnice i unatoč svom skromnom obliku mnoge imaju pročelja ukrašena azulejosom.

- São Luís s mora
- Lavlja palača (Palácio dos Leões), sjedište vlade
- Gradska katedrala
- Kazalište Artur Azevedo
- Ulica u povijesnom središtu grada
- CEUMA

## Gospodarstvo
São Luís ima dvije glavne luke (Madeira i Itaqui), najdublje na svijetu poslije Rotterdamske, kroz koje prolazi glavnina željezne rudače podrijetlom iz područja Amazona. U gradu je vodeća metalurška industrija (aluminij), a vodeće tvrtke su Alumar i Vale do Rio Doce. Pored toga rastuće grane gospodarstva su prehrambena, uslužne djelatnosti i turizam. Zahvaljujući tome grad ima najveći BDP u Brazilu (9.340.944.000,00 $).

## Stanovništvo
Zahvaljujući svojoj bogatoj povijesti danas sastav stanovništva Sao Luisa čini 42% Europljana, 39% lokalnih indijanaca i 19% Afrikanaca.

### Slavni stanovnici
São Luís je poznat kao "Grad ljubavi" jer su u njemu stanovali brojni pjesnici i spisatelji kao što su: Sotero dos Reis, Aluísio Azevedo, Graça Aranha, Gonçalves Dias, Josué Montello i Ferreira Gullar.
São Luís je rodni grad i slavnog samba pjevača Alcionea, belgijskog nogometaša Luísa Oliveire, te glazbenika kao što su João do Vale i Zeca Baleiro.

## Vanjske poveznice
- Službena stranica (port.)
- Fotografije Sao Luisa[neaktivna poveznica]
- Fotografije iz zraka (engl.)

### Ostali projekti
|  | Zajednički poslužitelj ima još gradiva o temi São Luís do Maranhão |